# Eleocharis nupeensis
Eleocharis nupeensis là loài thực vật có hoa trong họ Cói. Loài này được Hutch. mô tả khoa học đầu tiên năm 1936.